# Kim Johansson (ishockeyspelare född 1998)
Kim Henrik Johansson, född 5 maj 1998 i Luleå, är en svensk professionell ishockeyspelare (back). 
Hans moderklubb är Luleå HF. Inför säsongen 2018/2019 värvades han till Västervik från Luleå, där han spelade 51 matcher och tog 14 poäng den första säsongen. Han valde sedan att förlänga sitt kontrakt med den småländska klubben inför säsongen 2019/20. 
Johansson tillhörde Norrbotten under TV-Pucken säsongen 2013/2014, där han producerade 8 poäng på 6 matcher.
Kim är son till den före detta professionella ishockeyspelaren Kjell-Åke Johansson.

## Meriter
- 2013 — TV-pucken - Flest mål av en back
- 2022 — SM-silver